# 聯合國安全理事會第292號決議
聯合國安理會第292號決議於1971年2月10日獲得一致通過，在審查了不丹加入聯合國的申請後，安理會向大會建議接納不丹為新的聯合國會員國。